# مقاطعة بيشوا
مقاطعة بيشوا (بالفارسية: شهرستان پیشوا) هي مقاطعة تقع في محافظة طهران في إيران. عاصمة المقاطعة هي ببشوا. بلغ عدد السكان عام 2016، 86601، وعدد الأسر 25704. 